# Eileach an Naoimh
Eileach an Naoimh (lloc rocós del sant en gaèlic) és una petita illa deshabitada de les Hèbrides Interiors, situada al nord-oest d'Escòcia. Constitueix la part més meridional de l'arxipèlag de les Garvellachs, trobant-se ubicada en el Firth of Lorne entre l'Illa de Mull i Argyll.
L'any 542, Brandà el Navegant hi fundà un monestir. Aquest monestir fou destruït pels vikings diversos segles després. Segurament l'illa romangui deshabitada des de llavors. HI xisteixen runes de diverses construccions monàstiques, incloses la capella i el cementiri.